# Сынкулим

Сынкулим, Мостовка, на ряде карт указано двойное имя Сынкулим-Мостовка — река в России, протекает в Косинском районе Пермского края. Устье реки находится в 39 км по левому берегу реки Лолог. Длина реки составляет 13 км.
Исток реки на Верхнекамской возвышенности в 13 км к юго-западу от деревень Порышево и Мыс. Река течёт на юг по ненаселённому лесному массиву. В нижнем течении преодолевает болото Кушкокол, где теряет выраженное русло. Вскоре после выхода из болота впадает в Лолог в 7 км к северо-западу от деревни Сосновка.

## Данные водного реестра
По данным государственного водного реестра России относится к Камскому бассейновому округу, водохозяйственный участок реки — Кама от истока до водомерного поста у села Бондюг, речной подбассейн реки — бассейны притоков Камы до впадения Белой. Речной бассейн реки — Кама.
По данным геоинформационной системы водохозяйственного районирования территории РФ, подготовленной Федеральным агентством водных ресурсов:
- Код водного объекта в государственном водном реестре — 10010100112111100003031
- Код по гидрологической изученности (ГИ) — 111100303
- Код бассейна — 10.01.01.001
- Номер тома по ГИ — 11
- Выпуск по ГИ — 1